# 林靖文
林靖文（英語：Sophia Lam Ching Man，2009年6月20日—），為香港女童星，演戲經驗豐富，同時擅長唱歌和跳舞。

## 簡歷
林靖文於2015年參加無綫電視兒童節目《精伶童學會》，其後於無綫電視劇集演出，當中以《不懂撒嬌的女人》飾演童年「凌禹勤」及《法證先鋒IV》飾童年「高善」而為觀眾熟悉；擅長喊戲，曾獲影后惠英紅讚賞。
2021年，林靖文於台慶劇《星空下的仁醫》中飾演「盧可琳」一角，與吳嘉儀的母女戲獲鄭嘉穎及網民讚賞。

## 演出作品

### 電影
| 首播   | 劇名       | 角色             |
| 2018年 | 告別之前   | 欣欣             |
| 2018年 | 女皇撞到正 | 美琪（童年）     |
| 2019年 | 失蹤       | 薛芷盈（童年）   |
| 2021年 | 逃獄兄弟   | 穎琪（童年）     |
| 2021年 | 怒火       | 旅遊巴上的小女孩 |
| 2021年 | 反飆車行動 | 惠美             |
| 2022年 | 神探大戰   | 楊麗（童年）     |
| 2022年 | 兩個半爸爸 |                  |
| 2022年 | 黑水界     | 莫琳童年         |
| 2022年 | 邊緣行者   | 陳煒女兒         |
| 2022年 | 極速一秒   | 梁競徽女兒       |

### 微電影
| 首播   | 劇名       | 角色       |
| 2018年 | 寄載       | 麥長青女兒 |
| 2018年 | 心累了     | 惠英紅女兒 |
| 2018年 | 幸運兒     |            |
| 2019年 | 未來過去式 | 糖妹童年   |
| 2020年 | 旁觀       | Tiffany    |

### 電視劇（無綫電視）
| 首播   | 劇名                     | 角色                   |
| 2017年 | 不懂撒嬌的女人           | 凌禹勤（童年）         |
| 2018年 | 再創世紀                 | 敏敏                   |
| 2018年 | 救妻同學會               | 丁嘉敏（童年）         |
| 2019年 | 鐵探                     |                        |
| 2020年 | 法證先鋒IV               | 高善（童年）           |
| 2020年 | 愛回家之開心速遞         | Elsa，Lisa             |
| 2020年 | 降魔的2.0                | 小女孩                 |
| 2020年 | 那些我愛過的人           | 方書文（童年）         |
| 2020年 | 踩過界2                  | 趙正妹（童年）         |
| 2021年 | 大步走                   | 郭貝兒／袁雙雙（童年） |
| 2021年 | 一笑渡凡間               | 蘇柔（童年）           |
| 2021年 | 星空下的仁醫             | 盧可琳                 |
| 2022年 | 鐵拳英雄                 | 金福妹（童年）         |
| 2022年 | 金宵大廈2                | 郭渺渺（童年）         |
| 2022年 | 童時愛上你               | 雷紫彤（童年）         |
| 2022年 | 回歸光影頌: 究竟天有幾高 | 張寧（童年）           |
| 2022年 | 超能使者                 | 游日晴                 |
| 2022年 | 法證先鋒V                | 方穎兒（童年）         |
| 2023年 | 愛回家之開心速遞         | 同學                   |
| 2024年 | 旁觀者                   | 姚自如（童年）         |
| 2025年 | 奔跑吧！勇敢的女人們     | 丁上柔                 |
| 2025年 | 痞子無間道               | 范朝香                 |
| 2025年 | 奪命提示                 | 姜曦文（童年）         |

### 電視劇（ViuTV）
| 首播   | 劇名         | 角色   |
| 2019年 | 詭探前傳     | 陳小妹 |
| 2019年 | 理想國       |        |
| 2019年 | 機動部隊     |        |
| 2022年 | 反起跑線聯盟 | Isabel |

### 香港電台
| 首播   | 劇名                        | 角色                     |
| 2018年 | 快樂從心開始2：完美爸媽手冊 | Tiffany / 李麗霞（童年） |

### 舞台劇
| 首播   | 劇名     | 角色 |
| 2017年 | 快樂王子 |      |

### 其他節目
| 首播   | 節目名稱                |
| 2015年 | 精伶童學會              |
| 2017年 | Big Big小明星           |
| 2020年 | Big Big Shop Lego宣傳片 |
| 2021年 | Sing空下的仁醫          |
| 2021年 | 歡樂滿東華              |
| 2021年 | 傑出小童星嘉許典禮      |

### 參與音樂MV
| 首播   | 歌曲             | 歌手   |
| 2018年 | 月亮不代表我的心 | 梁釗峰 |
| 2018年 | Captain Nancy    | 薛家燕 |
| 2019年 | 願               | 方皓玟 |
| 2022年 | 好想約你         | 炎明熹 |

### 廣告／宣傳
- Cow Gate 牛欄牌 （2015年）
- 史雲生 電視廣告（2018年）
- IVM TapTabBox智能售賣機（2018年）
- 安盛保險
- 保柏
- 威威洗衣液
- 港燈
- 運動家
- 快樂王子舞台劇
- DR.Kong
- 爆谷台〈進擊的巨人〉
- 星空下的仁醫劇集宣傳
- 開心無敵獎門人節目宣傳
- 超能使者劇集宣傳

### 訪問
- 超能使者劇集拜神儀式
- 星空下的仁醫劇集宣傳

## 獎項及提名
| 年份   | 頒獎單位               | 獎項           | 作品                                               | 結果 | 頒獎嘉賓 |
| ------ | ---------------------- | -------------- | -------------------------------------------------- | ---- | -------- |
| 2021年 | 《傑出小童星嘉許典禮》 | 最虐心爆喊大獎 | 《那些我愛過的人》 《法證先鋒IV》 《星空下的仁醫》 | 獲獎 | 馬國明   |

## 外部連結
- 林靖文嘅Facebook （页面存档备份，存于）
- 林靖文嘅Instagram
- 林靖文fansclub嘅Instagram
- 林靖文官方粉絲後援會嘅Instagram
- 林靖文fansclub嘅Instagram
- 林靖文嘅YouTube頻道 （页面存档备份，存于）